# Streptococcus
Con streptococco (Streptococcus Rosenbach, 1884) si indica un genere di batteri gram-positivi di forma sferica, cocchi, che di solito crescono a coppie o formano delle catenelle. 
Sono anaerobi facoltativi (con predilezione per la condizione di 
anaerobiosi) e catalasi negativi (caratteristica utile per la diagnosi differenziale dagli Stafilococchi). Sono capaci di produrre delle tossine, una delle quali, la streptolisina (contata dall'esame ASLO ovvero titolo antistreptolisinico), è capace di distruggere i globuli rossi. Questa loro caratteristica consente di classificarli in base al tipo di emolisi che danno quando vengano coltivati su piastre di agar-sangue. Una seconda classificazione da A ad U, dovuta a Lancefield, è basata sulle diverse proprietà antigeniche della loro membrana.

## Descrizione
Molte specie fanno parte della flora batterica presente nell'uomo. Tra i patogeni meritano particolare attenzione:
- lo Streptococcus pyogenes, di tipo β emolitico gruppo A. Presente nelle prime vie aeree può dare faringiti con complicazioni gravi quali la glomerulonefrite acuta, la febbre reumatica, l'endocardite. È responsabile anche di alcune infezioni cutanee e, nel caso si diffonda a tutto l'organismo, di gravi setticemie. Essendo capace di produrre streptolisina, viene svelato da indagini di laboratorio (titolo antistreptolisinico) che dimostrino nel sangue del paziente l'aumento degli anticorpi contro questa tossina.
- lo Streptococcus agalactiae è di tipo beta emolitico di gruppo B. Causa principalmente malattia neonatale a esordio precoce e a esordio tardivo.
- lo Streptococcus faecalis è di tipo non emolitico gruppo D. Presente nell'orofaringe e nell'intestino è un'importante causa di endocardite.
- lo Streptococcus pneumoniae è di tipo α emolitico in condizioni di aerobiosi e beta emolitico in condizioni di anaerobiosi, e non è inquadrabile nella classificazione di Lancefield. Presente nelle vie aeree, è responsabile della polmonite e di altre infezioni piogene: sinusite, otite. Se ne conoscono quasi un centinaio di specie diverse.
- Lo Streptococcus mutans è di tipo α emolitico, è il principale responsabile della carie dentaria.

Lo Streptococcus thermophilus è una specie di batterio Gram-positivo anaerobio aerotollerante, classificato come un batterio lattico (LAB).

## Effetto dello zinco
Le ricerche dell'Università di Adelaide e Brisbane, pubblicate sulla rivista Nature Chemical Biology, hanno scoperto che lo zinco, legandosi alla proteina “PsaBca”, la quale sarebbe utilizzata dallo Streptococco Pneumoniae per servirsi del manganese, indebolirebbe il batterio, rendendolo facilmente attaccabile dal sistema immunitario.